# Volante de dirección

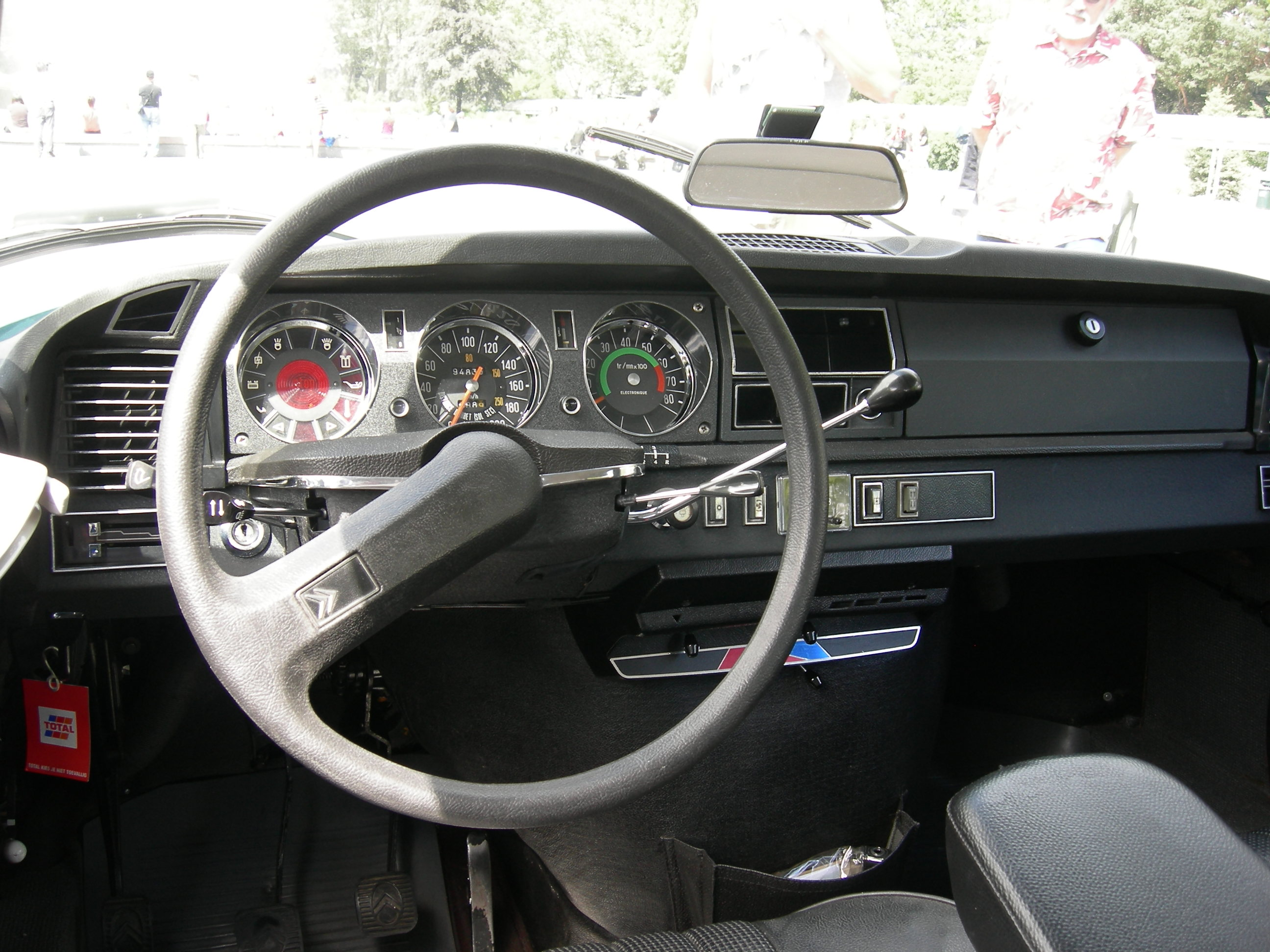
Volante de seguridad de un solo radio de un Citroën DS de 1974

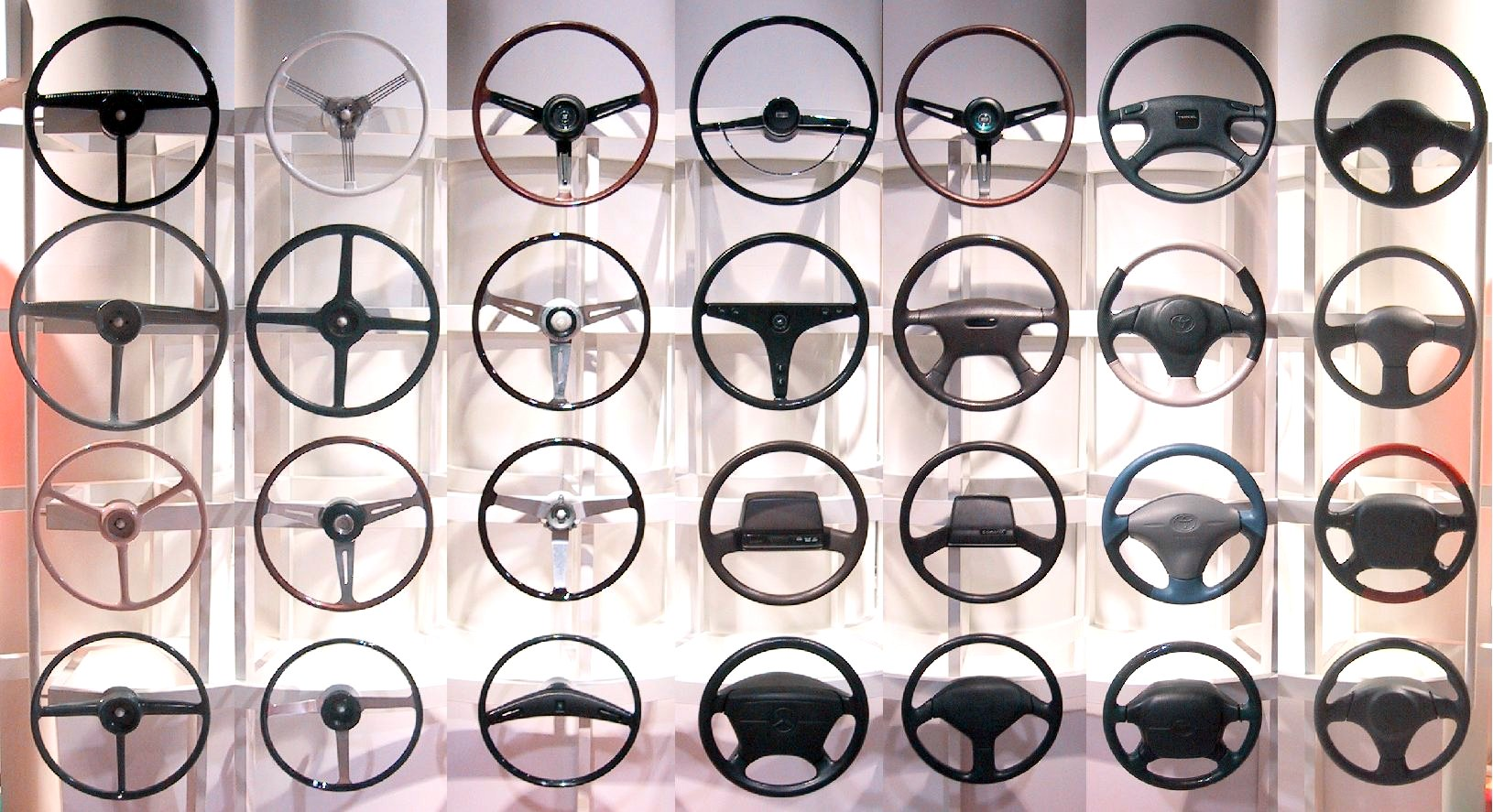
Volantes de automóviles de distintos períodos

Un volante de dirección, también conocido como volante, timón o manivela (en Filipinas), es un tipo de control de dirección en vehículos.
Los volantes se utilizan en todo tipo de vehículos, desde los automóviles hasta camiones ligeros y pesados. El volante es la parte del sistema de gobierno que es manipulado por el conductor, generando acciones que son las respondidas por el resto del sistema. Esto se logra a través del contacto mecánico directo como los racks y el piñón, con o sin la ayuda de dirección asistida, EPS, o como en algunos coches modernos de producción con la ayuda de los motores controlados por computadora, conocido como dirección de energía eléctrica. Con la introducción de la regulación federal de los vehículos en los Estados Unidos en 1968, FMVSS 114, se requiere el bloqueo de la rotación del volante, para impedir el robo de vehículos de motor. En la mayoría de los vehículos esto se logra cuando se elimina la llave del encendido del sistema de encendido (bloqueo de encendido).
En los vehículos más modernos con frecuencia se incluyen en el volante los mandos a distancia de audio del automóvil.
No solo los vehículos terrestres poseen volante, también lo poseen algunas embarcaciones menores como las lanchas con la misma finalidad, mas en este caso sirve como mando de timón.

## Historia
Los primeros automóviles fueron dirigidos con una caña, pero en 1894 Alfred Vacheron tomó parte en la carrera París-Rouen con un modelo Panhard de 4 hp provisto de un volante. Se estima que es uno de los primeros empleos del volante.
Desde 1898, los automóviles Panhard et Levassor fueron equipados de serie con volantes.  C S Rolls presentó el primer vehículo equipado con un volante de Gran Bretaña cuando importó un Panhard 6 CV de Francia ese año. Arthur Constantin Krebs en 1898 sustituyó la caña con un volante inclinado para el coche Panhard que diseñó para la carrera París - Ámsterdam, que se desarrolló entre el 7 y el 13 de julio de 1898. En 1899 Packard utiliza un volante en el segundo coche que construyó. En una década, el volante había sustituido en su totalidad la caña de timón en los automóviles.

## Vehículos de pasajeros

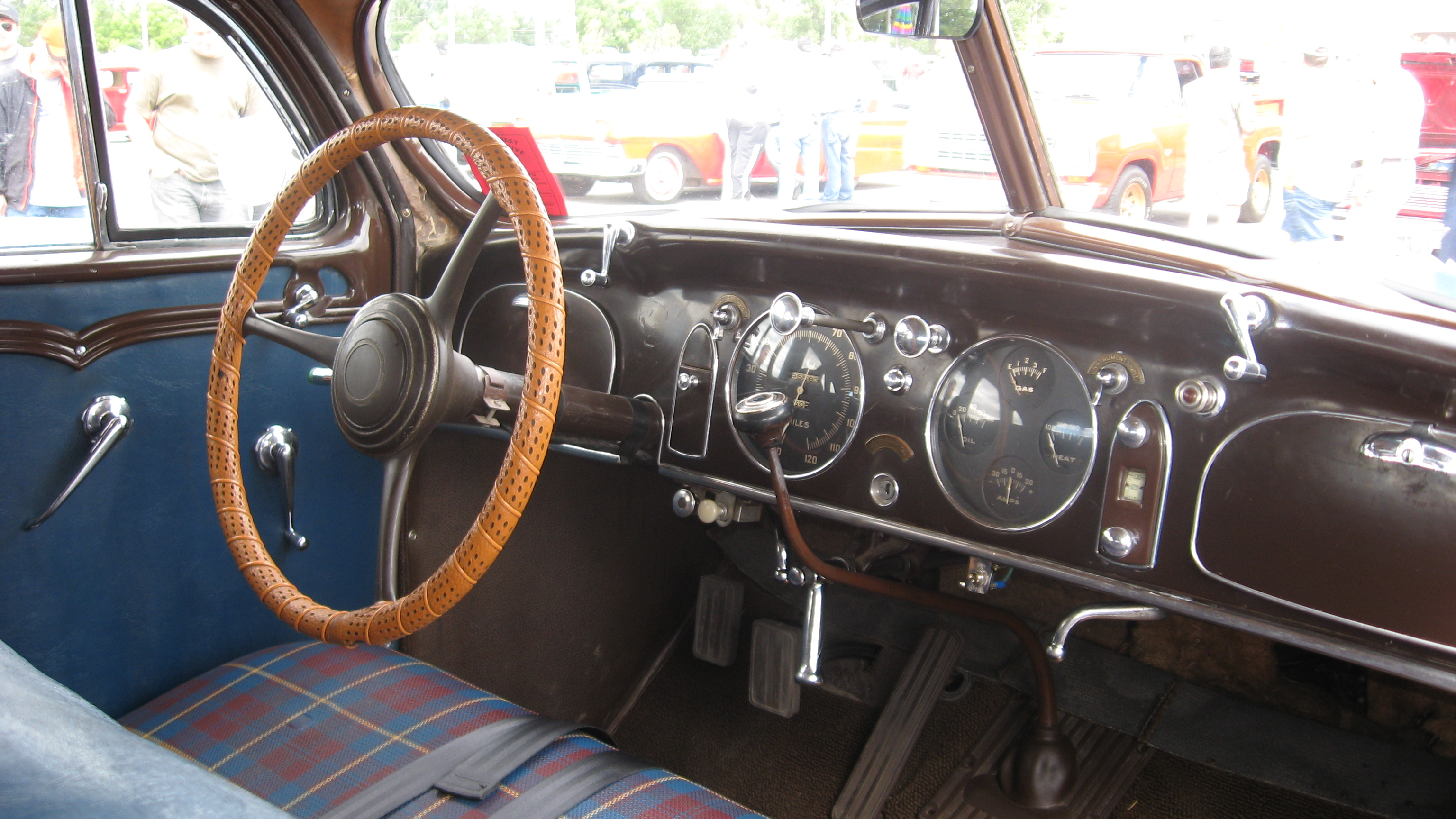
Volante de un Chrysler Airflow de la década de 1930. Este tipo de volantes es mucho menos seguro que los actuales, ya que es rígido y la columna de dirección no es plegable, lo que aumenta el riesgo de empalar al conductor en caso de accidente.

Los volantes para automóviles son generalmente circulares, y se montan en la dirección por un eje conectado al anillo exterior del volante por uno o más rayos. Otros tipos de vehículos pueden utilizar el diseño circular, una forma de mariposa, o alguna otra forma. En los países donde los coches deben conducir en el lado izquierdo de la carretera como por ejemplo Irlanda, Australia y Reino Unido, el volante está normalmente en el lado derecho del coche (volante a la derecha); lo contrario se aplica en los países donde se conduce por el lado derecho de la carretera (volante a la izquierda o LHD).
Además de su uso en la dirección, el volante es el lugar habitual para el botón que activa la bocina. Además, muchos automóviles modernos pueden tener otros controles, tales como control de crucero y el sistema de control del audio integrado en el volante para reducir al mínimo el grado en que el conductor debe dejar de tener en las manos el volante.
En 1968 en los reglamentos de los Estados Unidos (FMVSS Norma N º 204) se realizaron correcciones en materia de desplazamiento aceptable hacia atrás del volante en caso de accidente. Para cumplir com esa norma se necesitaron columnas de dirección colapsables.
La dirección asistida ofrece al conductor una vía más fácil por la cual dirigir un vehículo. Casi todas están basadas en un sistema hidráulico, aunque los  sistemas eléctricos están reemplazando cada vez más esta tecnología. Se han inventado sistemas mecánicos de dirección asistida (por ejemplo, Studebaker, 1952) pero su peso y complejidad son mayores que los beneficios que proporcionan.
Mientras que otros métodos de dirección en turismos han resultado de los experimentos, no se han desplegado con tanto éxito como el volante.

## Otros diseños

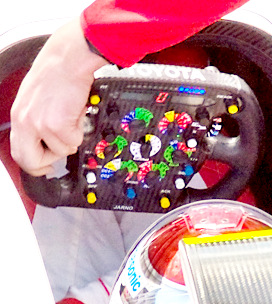
Un volante moderno de un vehículo de Fórmula 1 tiene botones y mandos para controlar varias funciones así como indicadores y otros elementos importantes que normalmente se encuentran en un panel.

El volante está situado centralmente en ciertos automóviles de deportes de alto rendimiento, como el McLaren F1, y en la mayoría de los coches de carreras de un solo asiento. Una excepción a la regla la constituye el vehículo anfibio Gibbs Aquada.
Como un piloto o chofer puede tener sus manos en el volante durante horas, estos fueron desarrollados pensando en la ergonomía. Sin embargo, la preocupación mayor es que el conductor pueda transmitir con eficacia a la par el sistema de dirección, lo que es especialmente importante en los vehículos sin dirección asistida. Un diseño típico de volante circular es un aro de acero o magnesio con un mango de plástico o de goma moldeada sobre y alrededor de él. Algunos conductores utilizan cobertores de vinilo o textiles para mejorar la adherencia o la comodidad, o simplemente como decoración.
Un dispositivo similar en avión es el yugo. Los barcos no guiados con un timón son guiados con una rueda de buque, lo que puede haber inspirado el concepto del volante.

### Volante Banjo

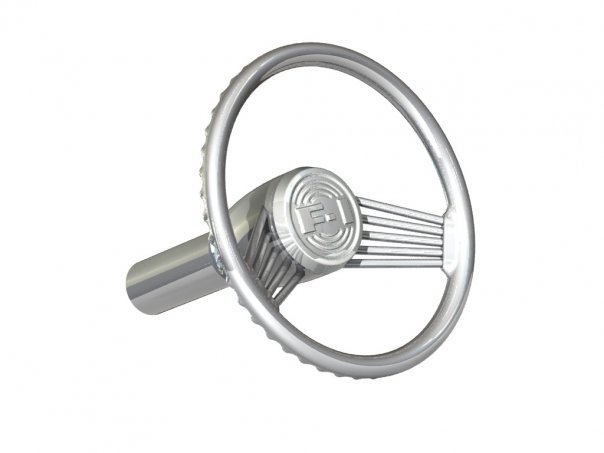
Volante Banjo.

Un volante Banjo era una opción en muchos automóviles primitivos. Las ruedas de banjo fueron anteriores a la dirección asistida. Los rayos de alambre eran tampones o amortiguadores entre las manos del conductor y el retumbar de la carretera. La mayoría tenían 3 o 4 rayos hechos de 4 o 5 alambres en cada rayo, y de ahí el nombre de "Banjo".

## Volantes ajustables

### Volante "Tilt"
Desarrollado por Edward James Lobdell, el "Tilt Wheel" ("Volante inclinado") de 7 posiciones se puso a disposición en varios productos de General Motors en 1963.

### Volante telescópico
Desarrollada por la Saginaw Steering Gear Division (División de Dirección Saginaw) de General Motors, el volante telescópico se puede ajustar a un número infinito de posiciones en un rango de 3 pulgadas (7.62 cm). Ambos tipos de volantes se presentaron como opción exclusiva de los automóviles Cadillac en 1965.

### Columna de dirección ajustable
Una columna de dirección regulable en altura permite un ajustar el volante con solo un cambio pequeño en la inclinación. La mayoría de estos sistemas trabajan con cerraduras de compresión o motores eléctricos en lugar de los mecanismos de trinquete; pueden ser capaces de moverse a una posición memorizada cuando un conductor dado utiliza el coche, o de moverse hacia arriba y adelante para la entrada o salida.

### Volante abatible
Introducido en el Ford Thunderbird de 1961, y disponible en otros productos Ford a lo largo de la década de 1960, el volante abatible permitió que el volante se moviese nueve pulgadas (22.86 cm) a la derecha cuando el selector de la transmisión estaba en Estacionar, a fin de que la salida y la entrada del conductor fuese más fácil.

## Uso
El volante debe ser utilizado con movimientos estratégicos de la mano y la muñeca en los movimientos de giro. Se debe poner atención y cuidado para garantizar la seguridad de las extremidades. Recuerde que debe seguir la regla que dice: "Una postura adecuada del sistema mano-brazo durante el uso de herramientas de mano es muy importante". Como regla general, la muñeca no debe estar doblada, pero debe mantenerse recta para evitar el esfuerzo excesivo de tejidos como los tendones y vainas de los tendones y la compresión de los nervios y los vasos sanguíneos.
El acto de girar el volante pepino mientras el vehículo está parado se llama "dirección seca". En general se aconseja evitarla, ya que ejerce presión sobre el mecanismo de dirección y provoca un desgaste excesivo de los neumáticos.

## Botones y controles en el volante
El  control de audio para volante, puede usar interfases universales, cableadas o inalámbricas.
Por lo general el accionador del claxon o bocina se ubica en el centro del volante o bien en los radios, si bien hay vehículos que lo poseen en el extremo de la palanca de las luces direccionales. 
Los vehículos modernos poseen en el centro del volante un airbag o bolsa inflable de seguridad en caso de accidente,